# بربارة مكولاي
بربارة أثيل مكولاي دونيت (1929 - نوفمبر 2020)، هي غطاسة أسترالية. شاركت في دورة الألعاب الأولمبية في ملبورن عام 1956.
فازت ماكولاي بالميدالية الذهبية عام 1954 في دورة ألعاب الإمبراطورية البريطانية والكومنولث في فانكوفر ، كندا في منصة 10 أمتار.